# Ватрени шетач
Ватрени шетач (енгл. Firewalker) је амерички акционо-авантуристички филм из 1986. године са Чаком Норисом и Луис Госет Џуниором у главним улогама. 

## Радња филма
Норис и Госет играју Макса Донигена и Леа Портера, два плаћеника, чије авантуре ретко када дају неки добар исход.